# Pentax

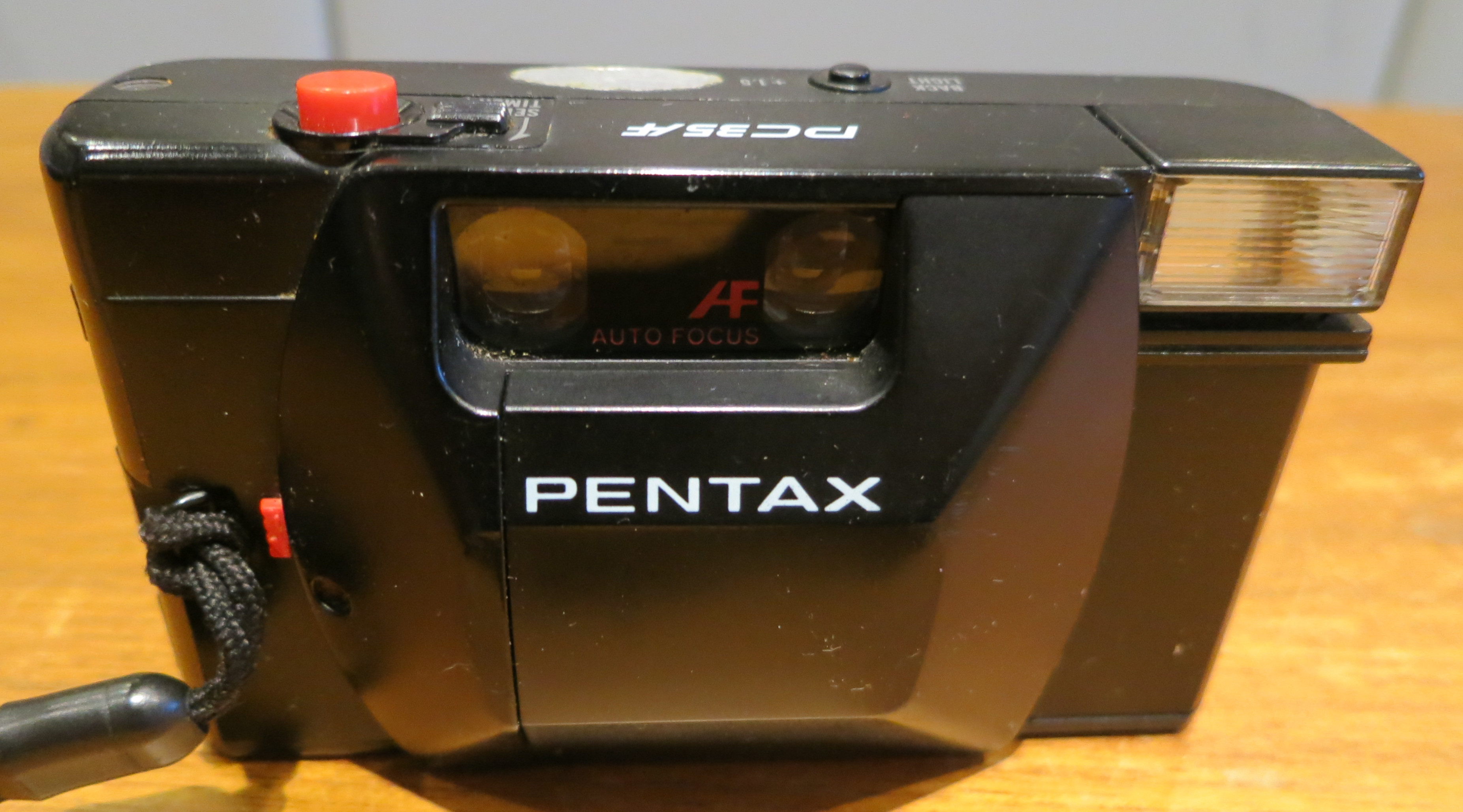
Pentax PC35AF

Pentax Corporation — японська компанія, що була одним з провідних виробників фотокамер, об'єктивів та іншого оптичного обладнання.

## Історія
Компанія була заснована 1919 року під назвою Asahi Optical Joint Stock Co. і займалася виробництвом лінз для окулярів.
У 1923 році Asahi почала виробництво об'єктивів для кінопроєкторів. Перший об'єктив для фотоапарата був випущений Асахі в 1931 році.
У 1933 року Asahi Optical була обрано фірмою Konishi (пізніше Konica) для виготовлення об'єктивів до своїх однооб'єктивних фотокамер «Parlet».  Об'єктиви, виготовлені Asahi Optical, були першими японськими комплектуючими вузлами, встановленими у фотокамерах.
У 1938 році змінила назву на Asahi Optical Co., Ltd.. Під час Другої світової війни виробництво значною мірою було переорієнтоване виконання військових замовлень. По закінченні війни була закрита переможцями, але знову запрацювала 1948 року. Asahi Optical виробляє біноклі і об'єктиви для виробників фототехніки, які пізніше стали компаніями Konica і Minolta.
Президент компанії Сабуро Мацумото, сформував такі стратегічні завдання  [Архівовано 31 жовтня 2007 у Wayback Machine.]:
- робити тільки високоякісну продукцію,
- вести власні дослідження, а не копіювали чужі розробки, як інші японські фотофірми того часу
- перехід від виготовлення лінз до випуску 35мм однооб'єктивного дзеркального фотоапарата та об'єктивів для нього.

У 1952 році Asahi Optical представляє свою першу камеру Asahiflex, що стала першою однооб'єктивною дзеркальною фотокамерою для 35-мм плівки у Японії. Asahiflex була самостійно розроблена і складалася з японських комплектуючих. До того часу всі 35мм дальномірні фотоапарати у Японії збиралися з імпортних комплектуючих і були копіями моделей західних брендів, а дзеркальні камери поставлялися виключно з-за кордону.
1954 року виходить Asahiflex II — перша у світі серійна дзеркальна фотокамера зі швидким автопідйомом дзеркала. Саме поява цієї камери підтвердила перспективність нового напряму — розробки й випуску 35-мм дзеркальних камер. Компанії вдалося закріпитися на ринку, швидко збільшити обсяг продажів, та вийти у лідери.
Продукція фірми експортувалася у світі під маркою Asahi Pentax, а в США до середини 70-их як Honeywell Pentax за назвою компанії-дистриб'ютора — Honeywell. Назва Pentax Corporation було взята 2002 року, й натепер компанія — один із найбільших виробників фотоапаратів, біноклів, лінз для окулярів та інших оптичних приладів (зокрема, медичного призначення).
У грудні 2006 року було оголошено злиття з Hoya Corporation, яке відбулося у березні 2008. Офіційна назва нової фірми Hoya Pentax HD Corporation.

## Продукція

### Дзеркальні фотоапарати
- Pentax MX
- Pentax LX
- Pentax K-1000

### Цифрові дзеркальні фотоапарати
- Pentax *ist D
- Pentax *ist Ds
- Pentax *ist Dl
- Pentax *ist Ds2
- Pentax *ist Dl2
- Pentax K110D
- Pentax K100D
- Pentax K100D Super
- Pentax K10D
- Pentax K10D Grand Prix
- Pentax K200D
- Pentax K20D
- Pentax K-m (K2000)
- Pentax K-7
- Pentax K-x
- Pentax K-5
- Pentax K-30

### Середньоформатні дзеркальні фотоапарати
- серія Pentax 67
- серія Pentax 645

### Об'єктиви (байонет K)
Зум об'єктиви:
- SMC Pentax Fish Eye DA 10-17mm f/3.5-4.5 ED (IF)
- SMC Pentax DA 12-24mm f/4 ED AL(IF)
- SMC Pentax DA 16-45mm f/4ED AL
- SMC Pentax DA* 16-50mm f/2.8 ED AL (IF) SDM
- SMC Pentax DA 17-70 мм f/4 AL (IF) SDM
- SMC Pentax DA 18-55mm f/3.5-5.6AL
- SMC Pentax DA 18-55mm f/3.5-5.6AL II
- SMC Pentax DA 18-250 мм f/3.5-6.3
- SMC Pentax FA 20-35 мм f/4 AL
- SMC Pentax FA 28-105 мм f/3.2-4.5 AL (IF)
- SMC Pentax DA* 50-135mm f/2.8 ED (IF) SDM
- SMC Pentax DA 50-200mm f/4-5.6 ED
- SMC Pentax DA 55-300mm f/4-5.8 ED

З фіксованою фокусною відстанню:
- SMC Pentax DA 14mm f/2.8 ED (IF)
- SMC Pentax DA 21mm f/3.2 AL Limited
- SMC FA 31mm f/1.8 AL Limited
- SMC FA 35mm f/2.0 AL
- SMC Pentax DA 40mm f/2.8 Limited
- SMC FA 43mm f/1.9 Limited
- SMC FA 50mm f/1.4
- SMC Pentax DA 70mm f/2.4 Limited
- SMC FA 77mm f/1.8 Limited
- SMC Pentax DA* 200mm f/2.8 ED (IF) SDM
- SMC Pentax DA* 300mm f/4 ED (IF) SDM

Макрооб'єктиви:
- SMC Pentax DA 35mm f/2.8 Macro Limited
- SMC Pentax D FA 50mm f/2.8 Macro
- SMC Pentax D FA 100mm f/2.8 Macro